# Gheorghe Gornea
Gheorghe Gornea (2 de agosto de 1944 – 2005) foi um futebolista romeno que competiu na Copa do Mundo de 1970.